# متروپل (فیلم ۱۳۹۲)
متروپل فیلمی به کارگردانی و تهیه‌کنندگی مسعود کیمیایی و نویسندگی مسعود کیمیایی و عبدالرضا منجزی ساختهٔ سال ۱۳۹۲ است. ماجراهای فیلم در سینما متروپل اتفاق می‌افتد.
تیتراژ این فیلم را رضا یزدانی با ترانه‌ای به نام متروپل خوانندگی کرد.
| قسمت         | کاندید        | نتیجه  | جایزه        |
| ------------ | ------------- | ------ | ------------ |
| بهترین تدوین | مصطفی خرقه‌پوش | کاندید | سیمرغ بلورین |

## واکنش‌ها
منفی: متروپل هنگام نمایش در جشنواره فیلم فجر با چند بار به هم ریختن سالن توسط برخی از تماشاگران سالن برج میلاد روبه‌رو شد.
مثبت: محسن سیف در نقدی ستایش‌آمیز نوشت: «متروپل کیمیایی ضیافتی است برای آن‌ها که هنوز دلبسته سینمای کلاسیک هستند.
متروپل تصویر دریغ انگیزی از جهان رو به زوال و در حال فروپاشی سینما می‌سازد. در مقابل نقاط منفی فیلم پرداختن به موضوع اصلی که سینماست نقطه قوت و ریسک‌پذیری متروپل است که با یک قالب بندی فوق‌العاده به نمایش درآمده‌است»
همچنین سعید مروتی «متروپل» کیمیایی را ادای دین به سینمای اصیل گذشته خواند.
او نوشت: «متروپل» فیلم تازه مسعود کیمیایی ضیافتی است برای آن‌ها که هنوز دلبسته سینمای کلاسیک هستند. فیلم آخر کیمیایی ستایش و احترام عمیق این فیلمساز به سینمای کلاسیک را نمایان می‌کند. این فیلمی است که تقریباً ارتباطی با محصولات متداول سینمای ایران ندارد. فیلمی که در آن فیلمساز به علایق و دلمشغولی‌های پرداخته که جانمایه تمام آثار قبلی‌اش را نیز تشکیل می‌دهد. «متروپل» فیلمی است دربارهٔ عالم عشق و معرفت. رفاقت و مردانگی به سبک همیشگی فیلم‌های کیمیایی، در «متروپل» نیز حضوری تام و تمام دارد. نکته‌ای که ظاهراً نقطه تمایز «متروپل» با فیلم‌های قبلی سازنده‌اش شده پررنگ شدن نقش زن در این فیلم است. خاتون که باز بازی خوب مهناز افشار به یکی از فرازهای فیلم مبدل شده در گریز از دست بدخواهان به محیط امن سینمای قدیمی متروپل پناه می‌برد. این پناه بردن به سینما هم کاملاً کیمیایی‌وار و در جهان آثار این فیلمساز پذیرفتنی است. جدای از این کیمیایی در گفتارنویسی نیز در عین برخورداری از لحن دلپذیر آثار گذشته‌اش، این بار روان‌تر و ساده‌تر از فیلم‌های قبلی‌اش دیالوگ نوشته. دیالوگ‌هایی که میان آن‌ها جملات قصار هم کم نیست. مثل جایی که محمدرضا فروتن از پولاد کیمیایی دربارهٔ تداوم علاقه به همسرش می‌پرسد و پولاد در جواب می‌گوید. «سعی نکن چیزی رو یادم بندازی که همیشه یادمه».
«متروپل» لحظه‌های سینمایی نابی دارد. لحظه‌هایی که کیمیایی در درست درآوردن آن‌ها استاد است. نکته کلیدی فیلم، امن بودن سالن سینما به عنوان یک پناهگاه مطمئن است. هر چه پلیدی است در محیط بیرون است و سیاهی به محیط متروپل راه ندارد. به همین دلیل است که درگیری نهایی فیلم هم پشت شیشه‌های مات و خارج از سینما اتفاق می‌افتد. صحنه‌ای که ما از دید خاتون ماجرا را می‌نگریم.
در رسیدن به حس و حال مورد نظر کیمیایی، موسیقی پرحجم بهزاد عبدی نیز نقش مؤثری ایفا کرده‌است. موسیقی‌ای که تم‌های آشنای وسترن‌های کلاسیک در آن به گوش می‌رسد تا خاطره سینمای اصیل گذشته کامل‌تر و واضح‌تر شود. سینمایی که کیمیایی همواره خود را وامدار آن دانسته و در آخرین ساخته‌اش به زیبایی به آن ادای دین کرده‌است.»
نظر کیمیایی:
کیمیایی در گفتگو با روزنامه شرق به انتقادها چنین پاسخ می‌دهد:
«من باید «نقدی» بخوانم که آن خودش «منتقد» باشد! باید «فیلمی» از یک فیلم‌ساز ببینم که «فیلمساز» باشد! آیا اگر فیلمی از هیچکاک نگاه می‌کنیم، در نقدهای این افراد هم پیدا می‌کنیم؟ فرض کنید میان افرادی که جزو فیلمسازان اول هستند کسی مانند «برگمان» پیدا شود، آیا این منتقدان می‌توانند این فرد را تشخیص دهند؟! فقط می‌گویند خوب است یا بد. خب در این نظر مسایلی مثل رفاقت، پول، رسیدن‌به‌هم و… هم وجود دارد و این خیلی غم‌انگیز است.
عده‌ای نتوانستند فیلم بسازند که من نام آن‌ها را می‌توانم بگویم، حالا شدند منتقد! یکی از این افراد چند سال است که نمی‌تواند فیلمنامه‌ای را که دارد، بسازد. اما در این جنجال سینما به «سایت» می‌روند و از اینجا بهتر کجا بروند؟ هر عقیده‌ای را می‌فروشند و بازار عقیده‌فروشی راه انداخته‌اند…
مگر آن به‌اصطلاح منتقد کیست که او باید بگوید فیلمت باید اینطوری باشد و منِ فیلمساز بگویم چشم. در همین سالن سینما عده‌ای در تاریکی به من می‌گویند چه بکن. درحالی که جایگاه من در روشنایی مشخص است و من در روشنایی ایستاده‌ام…
کسانی که این فیلم را همراه با لکنت می‌دانند با سینما کار ندارند و به‌دنبال حواشی‌اند. فرض کنید افرادی در نمایشگاه کتاب، غرفه‌های «کافکا» و «همینگوی» را شلوغ کنند. قطعاً این شلوغی تأثیری بر نوشته‌های آن‌ها ندارد. بعضی‌ها هستند که در سینما دست می‌زنند و توهین می‌کنند، اما برای سینما چه کرده‌اند؟ متأسفانه ما چه بی‌باک تقلب می‌کنیم. متقلب از تقلب هراس ندارد. با این حال بهتر است حرف نزنم. چون به قول مولوی؛ خموش باش، خموش باش.»

## بازیگران
- مهناز افشار در نقش خاتون
- محمدرضا فروتن در نقش امیر
- پولاد کیمیایی در نقش کاوه
- شقایق فراهانی در نقش فخرالنسا
- یوسف مرادیان در نقش مظفر
- ساعد سهیلی در نقش خسرو
- سحر دولتشاهی در نقش خواهر خسرو
- تینا پاکروان در نقش فرشته
- اکبر معززی در نقش وکیل
- نیما راد
- سوگل خالقی  در نقش دکتر
- حمیرا عظیمی
- مجید علیزاده
- شهرام تیموریان
- علی اصغر طبسی
- شاپور کلهر در نقش خریدار موتور
- نوید لاجوردی
- حسین علیمحمدی
- اصغر مرادطلب
- حمیدرضا گنج بخش
- سروش خوبرو در نقش آرمان
- سونیا چراغی در نقش دختر فرشته